# Sergeý Ostapenko
Sergeý Ostapenko (in kazako Сергей Остапенко?, in russo Сергей Сергеевич Остапенко?, Sergej Sergeevič Ostapenko; Almaty, 23 febbraio 1986) è un ex calciatore kazako, di ruolo attaccante.